# ファイアーエムブレム トラキア776
『ファイアーエムブレム トラキア776』 (Fire Emblem: Thracia 776) は、1999年8月28日に日本の任天堂から発売されたスーパーファミコン用シミュレーションロールプレイングゲーム。
同社の『ファイアーエムブレムシリーズ』第5作目であり、前作『ファイアーエムブレム 聖戦の系譜』（1996年）の外伝にあたる。主人公のリーフ王子を操作し、レンスター王国復興のために戦いを挑むというストーリー。新たに「疲労」「体格」「行動」などの要素が追加された事を特徴としている。
開発はインテリジェントシステムズ。後にバーチャルコンソール対応ソフトとして配信された。

## 概要
前作『ファイアーエムブレム 聖戦の系譜』の後半が始まる少し前のグラン歴776年、レンスターの王子リーフを主人公とした、レンスター王国再興を目指し立ち上がる物語を描く。本作は前作の第6章の少し前から第8章あたりのサイドストーリーと位置付けられているが、前作『聖戦の系譜』と違った展開でシナリオが進行する。
システム面では出撃ユニットや武器の扱いで独特のシステムが採用されていた『聖戦の系譜』から、旧来の『紋章の謎』のシステムに戻された部分が多い。武器やアイテムが他作品と比べ高価で資金調達手段も乏しいことから、敵を「捕獲」する→「物交換」で武器を奪う→「解放」という積極的なアイテム補充が必要不可欠となる。
開発はインテリジェントシステムズが行い、前作から引き続き参加したスタッフとしてゲーム・デザインおよびシナリオは加賀昭三、音楽は辻横由佳が担当した他、プロデューサーは『ポケットモンスターシリーズ』を手掛けた出石武宏、キャラクター・デザインはイラストレーターの広田麻由美が担当している。また、シリーズ生みの親である加賀が開発に携わった最後の作品となっている。
1999年にあらかじめ書き換え用のフラッシュロムカセットに書き込まれた状態の「DXパック」がローソン限定で発売され、後にニンテンドウパワーにて書き換えが開始された。また、2000年には通常のロムカセットソフトとしてパッケージ版が発売された。後にバーチャルコンソール対応ソフトとして、2008年にWii、2013年にWii U、2016年にNewニンテンドー3DSにて配信された。
ゲーム誌『ファミ通』の「クロスレビュー」ではプラチナ殿堂を獲得した。

## ゲーム内容

### 新規採用された概念
今作で採用された概念として、「疲労」「体格」「行動」が存在する。
「疲労」は戦闘・杖を使用するなどの行動をすることで蓄積していき、出撃準備時に疲労が最大HPを超えている場合は強制出撃を除いて出撃させることができない（リーフは全章強制出撃のためステータスが存在しない）。出撃させないか、「Sドリンク」を使用することで0になる。また、疲労がないユニットが最低出撃人数を超えないときも、疲労の低いキャラから順に出撃できる。
「体格」は今作独自のシステムである「捕獲」や「かつぐ」に影響するステータスで、自分より「体格」の数値の低いユニットを担ぐことができる。騎馬状態のユニットは上限である20として扱われる（つまり救出できない）。「捕獲」した敵ユニットからは所持品を鹵獲することができ、また「かつぐ」ことで味方ユニットの効率良い運用が可能となることから、戦略上重要な役割を持つ。しかし、担いだ状態では「HP」「幸運」「体格」以外の基本ステータスが半減し、担ぐ対象のユニットの「体格」が担ぐユニットの体格の半分より大きいときは移動力も半減する。戦闘時には武器の重さが「体格」の値で相殺されるが、魔道書の重さには影響しない。また、味方が武器を所持しないまま敵に攻撃されると敵に捕獲されてしまい捕虜になる。
「行動」は数値ではなく「★」印で与えられており、行動終了時に★の数×5%の確率でユニットの上に「♪」印が現れ、2度目の行動が可能になる。
また、マップの勝利条件として、前作までは特定地点の制圧や敵の全滅などが主な勝利条件であったが、今作からこれらのほかに特定拠点から離脱する（主人公以外のユニットを残すと捕虜になる）、一定ターン防衛をするなどの、複雑な条件のものが加わった。また、自軍の数マス先までしかマップが見えない「索敵マップ」が初登場した作品でもある。この索敵マップについては次回作『封印の剣』以降ではマップの地形のみはわかる、盗賊は視界が広いなど緩和されているが（一部そうではない作品もある）、今作ではマップの地形すら見えず真っ暗であり、盗賊の視界も通常ユニットと違いはない。ただし、視界を広げるアイテムは存在し、敵の総数は確認可能である。
上述の丸腰で敵に攻撃されたり、離脱マップで主人公以外のキャラを残してクリアしてしまったりした場合、それらのキャラは捕虜となり以降のマップで参戦できなくなってしまうが、終盤に再び救出することはできる。

### 前作から変更された概念
戦闘では、攻撃速度（攻速）が一定以上勝っていれば自動的に追撃し、「技」の数値に応じて必殺攻撃が発生するシステムへと戻された。これに伴い、スキルより「追撃」「必殺」が削除された。武器の3すくみによる補正は減少し、間接攻撃は武器・魔法ともに、攻撃が当たらずとも使用回数が減るようになった。命中率の上限は99%・下限は1%。リアル戦闘設定のとき、相手が反撃不可能な状況の場合、相手側の命中率と攻撃力が表示されなくなった。
スキルでは、「ぬすむ」は「速さ」「体格」の条件を満たせば敵の所持品を100%奪うことができる、「みきり」は相手の全てのスキルを封じる、など変更が加えられているものがある（詳細は#スキルを参照）。
ステータスでは、「魔法防御」の概念が削除され、「魔力」の数値がそのまま魔法攻撃に対する防御力として扱われる。また、レベルアップの際、稀に「移動力」が上がることがある。「指揮」は周囲3マスへの影響から、マップに存在する同じ「所属」の全ユニットに影響するようになった。
武器では、『聖戦の系譜』にも存在した一部の武器に状態変化効果が付与され、風系魔法には飛行系ユニットへの特効が付与された。また、杖の使用に関してもミスや追撃が発動する。また遠距離の杖の効果範囲はフィールド全域に拡大されたが、玉座や城の相手にはサイレスやスリープの杖等の状態異常が効かなくなった（杖以外の状態異常攻撃でも同様）。武器熟練度（レベル）が採用され、繰り返し使用することで武器レベルは上昇していくようになった。最低レベルはEであり、最高レベルはA。
兵種では、騎馬・アーマー系については使える武器でクラス分けされているが、魔法使いは使える武器で区別されなくなった。
アイテムでは「きずぐすり」が復活。使用するとHPが全回復と効果が強化された。
また、騎乗系ユニットの「おりる」は、次回の出撃まで持ち越される。さらに、初代『暗黒竜と光の剣』同様、マップの出撃キャラクターの初期配置を自由に変更することが不可能である。初期配置では出撃しないキャラも含め、前マップに出撃したときの順序を保つため（たとえば、A、B、Cがあるマップで出撃し、次のマップでAは出撃しなければBが1番目、Cが2番目の配置になる）、特定のマップで思い通りの配置にしたければ、疲労を考慮したうえで、複数章に渡って出撃計画を練る必要がある。

### クラス
前作『聖戦の系譜』では、レベル20に達すれば無条件に本城でクラスチェンジが可能であったが、今作ではレベル10を超えた下位ユニットが「ナイトプルフ」を使用することでクラスチェンジできる（特定のキャラ・ユニットによってはできない）。各クラスともレベルは1から20までで、クラスチェンジすることでレベルは1に戻る。
下の記載では、クラスチェンジが可能なユニットは矢印の左が下位クラス、右が上位クラス。仲間になるクラスが複数の上位クラスを持つ場合は「/」で併記してあるが、キャラクターごとにクラスチェンジできる上位クラスは決まっている。
騎兵ユニットは下馬することができ、室内には下馬状態でのみ進入可能。なお、下馬状態では剣以外の近接武器は使用できない（弓・魔法・杖に関しては、下馬状態でも使用可能）。
また、能力の上限はクラスにかかわりなくHPは80、その他は一律20である。
なお、★印は敵ユニット専用クラス（ユニットの特性についてはファイアーエムブレム#ユニット・兵種を参照）。
歩兵系ユニット
- ロード → プリンス
- アーチャー★
- アクスアーマー → ジェネラル
- アクスファイター → マーシナリー
- シーフ → シーフファイター
- シスター → セイジ
- ソードアーマー★
- ソードファイター → ソードマスター / マーシナリー
- ソルジャー★
- ダークビショップ★
- ダンサー
- バーサーカー★
- バード → セイジ
- パイレーツ★
- バロン★
- ハンター★
- ビショップ★
- プリースト → ハイプリースト
- ボウアーマー★
- ボウファイター → スナイパー
- マージ → セイジ / マージナイト（騎兵）
- マウンテンシーフ → ウォーリア
- ランスアーマー★
- ロプトマージ → ダークマージ

騎兵系ユニット
- アーチナイト → ボウナイト
- アクスナイト → グレートナイト
- ソシアルナイト → パラディン
- ドラゴンライダー → ドラゴンナイト
- トルバドール → パラディン
- フリーナイト → フォレストナイト
- ペガサスライダー → ペガサスナイト
- ランスナイト → デュークナイト

### スキル
- 怒り：反撃が命中すれば必殺の一撃となる。追撃時には適用されない。バーサーカーの兵種スキル。
- 祈り：攻撃があたれば死亡する場合に「幸運」の値に応じて発動し、攻撃を回避する。
- エリート：通常の2倍の経験値（エリートモードでは4倍）をもらえる。
- 大盾：現在のレベルに応じた確率で発動し、敵から受けるダメージが無効になる。バロンの兵種スキル。
- 踊る：行動終了した味方1人を再行動させる。ダンサーの兵種スキル。
- カリスマ：周囲3マスにいる味方ユニットの命中、回避率を10%上昇させる。
- 月光剣：「技」の数値に応じて発動し、相手の防御を無視してダメージを与える。「流星剣」「太陽剣」の効果と重複する。
- 太陽剣：「技」の数値に応じて発動し、与えたダメージ分の体力を回復する。「流星剣」「月光剣」の効果と重複する。
- 突撃：相手より「攻撃速度」と「戦闘開始時のHP」が勝っているとき、戦闘をもう1ラウンドだけ続行する。自分が攻撃できない状況でも発動する。その場合は一方的に攻撃を受けるだけになる。
- 盗む：隣接する自分より「速さ」の数値が低い相手から、指定したアイテムを盗む。自分の所持枠に空きがないときに交換することや、逆に所持品を相手に渡すことも可能。シーフ、シーフファイターの兵種スキル。
- 見切り：「見切り」以外の相手の戦闘スキルを全て無効化する。
- 値切り：半額で買い物ができる。
- 待ち伏せ：攻撃を受けたときに、必ず先制攻撃ができる。シーフファイターの兵種スキル。
- ライブ：ターン開始時にHPが最大値の10%から20%回復する。敵専用スキル。
- 流星剣：「技」の数値に応じて発動し、5回連続で攻撃する。「月光剣」「太陽剣」の効果と重複する。
- 連続：「攻撃速度」に応じて発動し、2回連続で攻撃する。ソードマスター、セイジの兵種スキル。

## 設定

### ストーリー
幼いリーフを国許に残し、北トラキア地方レンスター国の王子キュアンとその妻エスリンは親友のシアルフィ公子シグルドを救援すべく遠征に起った。しかしその途上イード砂漠にて、突如トラバント王率いるトラキア軍に奇襲を受け、騎馬が砂地に足を取られ満足に戦えず討たれてしまう。王子たちの無念を晴らすべくレンスターのカルフ王はトラキア軍に戦いを挑むも、友軍のコノートの裏切りにより、トラキア大河で敢え無い最期を遂げる。残されたレンスター軍も善戦むなしくトラキア軍に破れ、レンスター城は陥落。騎士フィンに守られリーフは城から落ち延びる。アルスター、城塞都市ターラなどを転々としながら、トラキア、グランベル帝国などの追っ手から逃れ、フィアナという小さな村に身を潜めていた。
フィアナ村はエーヴェルという女傭兵が治めており、義勇軍として近隣の村々を海賊などから守っていた。リーフが15歳となり、初めて海賊退治に同行したその日、レイドリック率いる帝国の軍勢が留守の間に村を襲い、エーヴェルの娘マリータとラケシスの娘ナンナを連れ去ってしまう。二人を取り戻すため、リーフはフィアナ義勇軍らとともに連れ去られたというマンスターを目指す。
しかし、マンスターへの途上にある「ケルベスの門」と呼ばれる砦にてレイドリックの罠にかかりリーフは捕らえられてしまう。マンスターに護送され獄につながれていたところを、セティ率いるマギ団に助けられる。同じく投獄されていた者たちやマギ団らと外を目指すが、エーヴェルはレイドリックの姦計によりマリータと戦わされ、石にされてしまう。ナンナとは合流することができたもののエーヴェルはどうすることもできず、エーヴェルの救出を胸にマンスターから逃れることとなる。
やむを得ず親の仇であるトラキアに保護を求め、マンスターの追撃から逃れるリーフ。トラキアのミーズ城を預かるハンニバル将軍の機転により、難局を逃れる。フィアナ義勇軍らとも合流し、さらにハンニバルはドリアス伯爵を初めとするレンスター遺臣を保護しているという。再会を喜ぶリーフは、次に苦境にあると言うターラの救援に向かう。
ターラは帝国の圧政下により子供狩りが行われ、公爵令嬢のリノアンを主に帝国に反乱を起こしていた。しかし旗色悪く、帝国やトラキアの大軍に包囲され陥落は時間の問題となっていた。包囲の隙を突きターラに入ることができたリーフたち解放軍だったが、大勢は変わらず危機に瀕していた。トラキアの王子アリオーンが市民の安全を前提にリノアンを説得し、解放軍とターラ傭兵団は街から撤退することになる。
リーフたち解放軍は次なる目標をレンスターの解放と定める。レンスターへは二つの進路から選ぶこととなる。ドリアス伯爵の進言する、西側から海岸沿いに城正面から進軍するルート。軍師アウグストの進言する、東側から｢迷いの森｣を抜け城の裏手を突くルート。正面には敵の大軍が待ち構えており、裏を突くためには困難な森を抜けての進軍が要求され、どちらも容易なものではなかった。
レンスター城では元レンスターの将軍ゼーベイアがグスタフ侯爵の指揮のもとで守っていた。ゼーベイアは重臣たちの家族を人質に取られ、また多くの民のためやむなく降っていたのだった。他にも多くのレンスター兵が帝国兵と入り交じり、レンスター城の解放は大変困難なものとなる。
レンスター城主、グスタフ侯爵を破り、ついに祖国の復興を果たすリーフ。しかし、意気に任せ続けてアルスターで反乱を起こした民の救援の軍を起こした矢先、事件が起こる。先発隊が敗れ、指揮をしていたドリアス伯爵が戦死してしまう。帝国の総反撃の前に再び危機に陥るレンスター城。リーフは長く苦しい篭城戦を強いられることになる。
半年にも及ぶ長い篭城に耐えるリーフたち解放軍に援軍が現れる。セリス軍の救援により、帝国軍が退けられアルスターも解放されたのだった。リーフとセリスの会見が行われ、リーフ軍はマンスター攻略に、セリス軍はコノート攻略に向かうこととなる。エーヴェル救出を企図してリーフは一刻も早くマンスターへと向かうこと選んだのだった。
トラキア大河で待ち受けるイシュタルの側近ラインハルトを辛くも破り、マンスターに軍を進めるリーフ軍。マンスターではセティらマギ団が抵抗を続けていた。セティらと協力しマンスター城下の制圧に成功する。サイアス司祭によりレイドリックの持つロプトの剣を打ち破るブラギの剣がもたらされ、因縁のレイドリックの打倒を果たす。不思議な少女サラによると、マンスター城で手に入れたキアの杖があれば石にされた者を元に戻すことができるという。エーヴェルを救うため、マンスター城地下にあるロプトの秘密神殿へと向かう。
数々の罠を潜り抜けエーヴェルの救出に成功するリーフ。エーヴェルを石に変えた張本人であるベルドを倒すべく進んでいく。レイドリックは死してなお魔戦士に改造されベルドのいる祭壇を守っていた。魔戦士たちを破り、トラキア動乱の黒幕であるベルドを倒し、リーフは北トラキア地方の解放を成し遂げるのだった。

## キャラクター
担当声優は、『ファイアーエムブレム ヒーローズ』『ファイアーエムブレム エンゲージ』での配役。

### 仲間キャラクター
リーフ
声 - 鈴村健一
本作の主人公。ロード。帝国に追われるレンスターの王子。祖国再興を目指す。キュアンとエスリンの子で、槍騎士ノヴァの血を引き（神器継承者ではない）、バルドの傍系でもある。
フィン
声 - 置鮎龍太郎
ランスナイト。キュアンの代よりレンスター王家に仕える槍騎士。
エーヴェル
声 - 岡村明美
ソードマスター。フィアナ村の女領主にしてフィアナ義勇軍のリーダー。落ち延びたリーフ達をかくまう。
ハルヴァン
アクスファイター。フィアナ義勇軍の一員。冷静沈着。オーシンとは親友同士。村にパトリシアという妹が1人いる。
オーシン
声 - 坂泰斗
アクスファイター。フィアナ義勇軍の一員。明るい性格だが、短気で喧嘩っ早く散漫なところがあり、エーヴェルからも不安視されている。
ダグダ
声 - 小林達也
ウォーリア。紫竜山の元山賊頭だったがエーヴェルに説得され改心、フィアナ義勇軍に在る。
タニア
声 - 花守ゆみり
ボウファイター。ダグダの娘。山賊頭の娘という出自もあって粗野で気が荒く、しかも意思表示が苦手で、特にオーシンとは口喧嘩が絶えない。
マーティ
マウンテンシーフ。ダグダの部下。のんびり屋。
ロナン
声 - 小林千晃
ボウファイター。イスの村の若者。猟師をしている。正義感が強い。
リフィス
声 - 梯篤司
シーフ。リフィス海賊団の頭目。根は小心者。
サフィ
声 - 久野美咲
プリースト。自由都市ターラのシスター。ターラ救援を求めてリーフのもとへやってくる。
フェルグス
フリーナイト。旅の傭兵。陽気で気楽な性格。
カリン
声 - 黒沢ともよ
ペガサスライダー。シレジアの天馬騎士見習い。国を出た王子を捜している。
ブライトン
アクスナイト。マンスターの騎士だったが、市民の窮地を見かねてマギ団に加わる。
マチュア
声 - 和氣あず未
ソードファイター。結成当初からマギ団に所属しているマンスターの女剣士。
ラーラ
声 - 白砂沙帆
シーフ。マギ団の一員である工作兵を務める小柄な女性。少女時代に身売りされ、旅芸人の一座で踊り子をしていた。
ダルシン
アクスアーマー。マンスターの重騎士。レイドリックのやり方に不満を持っている。
アスベル
声 - 釘宮理恵
マージ。自由都市フレストの司祭グンナの孫。セティから舎弟の証として専用風魔法「グラフカリバー」を授かっている。リーフとは生死を誓い合った仲(本人談）。
ナンナ
声 - 名塚佳織
トルバドール。ノディオンの王族の少女。前作のラケシスの娘。黒騎士ヘズルの傍系。
ヒックス
アクスナイト。子供を人質にとられ、マンスターに従っている騎士。
シヴァ
ソードファイター。サバンの傭兵。独自の美学を持って生きている。
カリオン
ソシアルナイト。父がレンスターの騎士だったが戦死。母と共にハンニバルに救われる。責任感が強く、人当たりは優しい。
セルフィナ
アーチナイト。レンスターの弓騎士。ドリアスの娘で、グレイドの妻。
ケイン
ランスナイト。レンスターの騎士の子。両親は戦死。きまじめで無口。
アルバ
ランスナイト。レンスターの騎士の子。明るく陽気。ケインとは親友同士。
ロベルト
アーチナイト。戦災孤児。セルフィナを母のごとく慕っている。
フレッド
パラディン。フリージの騎士で、オルエンの副官。オルエンの未熟な部分を良く支えている。
オルエン
声 - 高橋美佳子
マージナイト。フリージの魔法騎士。兄であるラインハルトを尊敬している。一応、将軍職に在る人物だが、ラインハルトを嫌うケンプフの軍団に配属されたことが災いして、偵察任務ばかり押し付けられている。
マリータ
声 - 井上麻里奈
ソードファイター。奴隷商人のもとからエーヴェルによって助けられ、養女になる。ガルザスの実子で、オードの血を引く。
セイラム
声 - 田久保修平
ロプトマージ。ロプト教団の魔道士だったが逃亡。パーンに助けられ同行する。
パーン
声 - 岡本信彦
シーフファイター。ダキアの盗賊団「ダンディライオン」の頭目。盗みにポリシーを持っている。
トルード
ソードファイター。ダンディライオンの一員。パーンの人柄に惚れ込んでいる。
ティナ
声 - 富田美憂
プリースト。パーンに捕まり奴隷にされている。性格はミーハー。
グレイド
デュークナイト。レンスターの槍騎士。セルフィナの夫で、フィンの古い戦友でもある。
ディーン
ドラゴンナイト。ぶっきら棒で協調性に欠けるきらいがあるが、アリオーンへの忠誠心厚い経験豊富な武人。トラキアの王子アリオーンの密命を受け、トラキア軍を脱走。ターラ傭兵団に加わる。12聖戦士の竜騎士ダインに似た容姿をしている。
エダ
ドラゴンライダー。兄のディーンと共に傭兵団に参加。真面目で頑張り屋な性格。兄と同じく、槍騎士ノヴァと似た容姿をしている。
ホメロス
声 - 岩崎諒太
バード。旅の吟遊詩人。女好きで軽い性格。
リノアン
声 - 和多田美咲
シスター。ターラ公爵の娘。亡父に代わりターラを治める。アリオーンの婚約者。ヘイムの血を引くが当人は知らない。
ラルフ
マーシナリー。旅の傭兵。グランベルのやりかたに不満を抱き、一時的にアマルダと共闘する。
イリオス
マージナイト。フリージの将軍。平民の出であることにコンプレックスを抱いている。オルエンが死亡もしくは仲間になっていない場合のみ仲間になる。
スルーフ
プリースト。ブラギの神父。死んだクロードの遺志を継ぎ「ツヴァイの光を持つもの」を探している。
シャナム
ソードマスター。イザーク王子シャナンの名を騙り、グレイド率いるレンスター軍で好き勝手に振る舞っていた。
ミランダ
声 - 渡辺明乃
マージ。アルスターの王女。わがままで気が強いが、内面は心優しい少女。
サラ
声 - 大野柚布子
シスター。ロプトの姫。マンフロイの孫娘であるが、父を殺した祖父を嫌っている。
ミーシャ
ペガサスナイト。シレジア傭兵団の長。かつての「四天馬騎士」ディートバの娘。
ゼーベイア
ジェネラル。レンスターの重臣。部下や民を守るため帝国側に仕える。
アマルダ
パラディン。フリージの将軍。第10軍団を率いる。帝国のやり方に疑問を抱いている。スルーフで会話する必要があるため、西ルート選択時のみ仲間となる。
コノモール
パラディン。アルスターの伯爵。王女を人質にとられ、やむなく帝国に従う。ミランダで会話する必要があるため、東ルート選択時のみ仲間となる。
デルムッド
フォレストナイト。ラケシスの息子でナンナの兄。イザークでセリスの解放軍に加わっていた。ヘズルの傍系。
サイアス
声 - 中谷一博
ハイプリースト。ヴェルトマーの宮廷司祭。かつてのヴェルトマーの将軍アイーダを母に持つ。皇帝アルヴィスの隠し子で、魔法戦士ファラの直系。セティと二者択一で仲間になる。
セティ
声 - 梶原岳人
セイジ。父のレヴィンを捜して旅をしているシレジアの王子。「マギ団」のリーダー。風使いセティの直系。サイアスと二者択一で仲間になる。
ガルザス
声 - 近藤隆
マーシナリー。マリータの実父。滅亡したリボー王族の出で、オードの血を引く。祖国をなくし放浪生活を送る。

### その他のキャラクター
アウグスト
声 - 野川雅史
元ブラギの僧だが、教団を追われ各地を放浪。その後レヴィンと知り合い、その活動に共鳴する。彼の指示によりレンスター王子リーフの行方を捜し軍師となる。
ドリアス
レンスターの伯爵。リーフ達と共にレンスターから落ち延びるが、アルスターで負傷し右腕を失う。リーフと再会を果たし、アウグストと共に軍師として解放軍を支える。
セリス
声 - 内田雄馬
前作『聖戦の系譜』後半の主人公。シアルフィ公子であり、バルド直系でグランベルのバーハラ王家の血も引く。若くして解放軍を結成し「光の公子」と呼ばれている。リーフらと共に帝国打倒を目指す。
トラバント
声 - 松本保典
トラキア国王。イード砂漠でキュアンとエスリンを討ち取った。リーフにとっては両親の仇だが、本作では戦えない。ダインの直系。
アリオーン
声 - 喜屋武和輝
トラバントの息子で、トラキア王子。『聖戦の系譜』で、天槍グングニルを父から継承する。
アルテナ
声 - 戸松遥
レンスターの王女であり、リーフの姉でノヴァの直系。母よりバルドの血も引き、セリスとは従姉弟にあたる。幼い頃にイードの虐殺で両親を殺され、トラキア王女としてトラバントに育てられたため、まだ自分の素性を知らない。『聖戦の系譜』では仲間になる。
ハンニバル
「トラキアの盾」とよばれる将軍。レンスターの若者達を山荘に匿っていた。『聖戦の系譜』では仲間になる。
コープル
ハンニバルの養子。マンスターに使いにきていたところ、子供狩りに遭う。母親は『聖戦の系譜』前半に登場したシルヴィアでリーンという姉がいる。『聖戦の系譜』では仲間になる。
ブルーム
フリージ家の現当主でトード直系。北トラキアにおける帝国軍主力を率いる。作中ではレンスターに対する苛烈で攻撃的な態度が目立ち、アルスターの反乱軍を容赦なく虐殺したが、それは過去にレンスター残党に騎士にあるまじき闇討ちを受けたためだと言われている。
リーフの宿敵の一人だが、マンスター攻略中にセリス軍が倒してしまうため、本当の意味で戦うことが出来ない。
ユリウス
声 - 櫻井孝宏
グランベル帝国皇子。暗黒神ロプトウスの依り代であり、残虐非道で狂気をはらんだ行動が多い。『聖戦の系譜』のラスボス。
イシュタル
声 - 門脇舞以
トード直系の血をひくフリージ家の公女でブルームの娘。ユリウスの恋人で、彼への一途な愛情のために帝国への忠誠を誓う。
マンフロイ
大司教。ロプト教団の総元締。自分の意に沿わぬ婚姻をした息子を容赦なく殺害し、（ストーリーの進め方次第では）実の孫娘を魔戦士に作り変えるなど、前作より冷酷無比な面が強調されている。
レヴィン
声 - 子安武人
かつてのシレジアの王位継承者でシグルド軍に参加していた、現在はセリスの軍師。アウグストの知り合いで、彼にリーフの補佐を依頼する。セティの父親でもある。そのため、妻は『聖戦の系譜』前半に登場したフュリーである。また、フィーという娘がいる。
ユリア
声 - 佐倉綾音
セリスの異父妹で、グランベル帝国皇女。現在記憶喪失の状態。『聖戦の系譜』では仲間になる。
エスニャ
アルスター王妃にしてミランダの母。逃亡中のリーフらを匿った。前作のティルテュの妹と同名だが、同一人物かは不明。また、レンスターで主に信仰される大地母神とも同名である。

### 敵軍キャラクター
レイドリック
クラスはバロン。元コノートの将軍だったがトラキアに寝返り、コノート王カールとリーフの祖父カルフ王を殺害。その後、メルゲンを巡る戦いでトラキアを裏切り、フリージのブルーム配下としてマンスター領主となった。良くも悪くも辣腕な政治手腕を持つが、指揮官としての見識も低くなく、リーフらがトラキアの領地へ逃げ込む危険性を逸早く見抜いていた。ナンナとマリータをさらった張本人。利用されているとも知らず、ロプトと手を組み、死後すらもベルドに利用されることとなる。
ケンプフ
声 - 坂巻学
帝国軍第12軍団の将軍。クラスはマージナイト。上級貴族の生まれ。年齢も近く、共に若くして将軍となったラインハルトに敵愾心を抱いている。しかし、ラインハルトには歯牙にもかけてもらえず（と、本人は思っている）、殊更憎悪を募らせている。肝の小さい男。状況が悪くなると部下に責任をなすりつけ自分は逃げ出す。そのくせリーフたちを山賊以下と揶揄することも。正々堂々戦うフリージ軍の気風とは異なり、奇策を好み数々の策を弄してくる。そのため、フリージ軍での評判はあまりよろしくない。
グスタフ
帝国軍第2軍団の将。ブルーム王の側近の侯爵。帝国圧政下のレンスターの領主。積極的に子供狩りを行うなどレンスターの民を苦しめた。問題の多い男と語られる反面、降将のゼーベイアを重用し、敵前逃亡を図ったケンプフを軍から追放しないなど、部下に寛容なところもある。ステータスが最強に近く武器も強力であるため、正面切って戦うと危険だが、ある手段を使えば楽に戦える。
ラインハルト
声 - 利根健太朗
フリージの有能な魔法騎士で、イシュタルの忠実な副官。クラスはマージナイト。精鋭のゲルプリッターを率いる。リーフ軍に身を投じた妹オルエンを取り戻そうとする。ユリウスのイシュタルへのコメントから彼のイシュタルへのひそかな恋心がうかがえる。ステータス、指揮能力、再行動率、スキル全ておいて優秀で、本作最強の敵の一人とも言われている。
コーエン
帝国軍第26軍団の将。伯爵。ヴェルトマーの女将軍アイーダの父でサイアスの祖父。ファラの聖痕の顕れたサイアスをマンフロイから守るため苦心した。セリスらイザーク軍を迎え撃つため、ティニーやヴァンパ三姉妹らに参軍したこともあるらしい。ロプト教団との暗闘の末、孫のサイアスとともに辺境に追いやられてしまう。
ベルド
声 - ふくまつ進紗
ロプト教団の司祭。クラスはダークビショップ。マンフロイの部下で、レイドリックを利用する。トラキア半島で暗躍し、トラバントにキュアンを奇襲させたのも彼の策謀である。ストーンでエーヴェルを石化する。
本作のラストボスであり、固有スキルである『ライブ』と、『ストーン』の魔導書を所有する。しかし、能力値は特別高い水準にある訳ではなく、事実上の直接攻撃方法も敵軍の普及品である『ヨツムンガンド』しか持たないなど、ラストボスの割にユニットとしては平凡なダークビショップに過ぎない。
ルーメイ
トラキア軍の傭兵。家族のため軍を抜け出しアルバイトとしてゴメスの下で働いている。トラキアは国土が貧しく満足に食えないためか、彼の他にも部隊ごと傭兵をしていたり単独でドラゴンナイトがいるマップがある。
ゴメス
元ダグダの部下。ダグダの外出中に山賊活動を再開する。彼を知る者たちからは「力は強いが頭の弱い男」と揶揄されているが、彼なりに悩みぬいた末の行いであった。
マーロック
トラバントの部下。トラバントが言うところの山賊の討伐を任される。
ラルゴ
ノエル渓谷を守る帝国軍第22軍団の将。誇りを重んじる武人。
オルトフ
帝国軍第12軍団の司祭。ケンプフに足止めとしてタンドラム要塞に残される。忠誠心は低く、時間が経つと逃げ出す。
コルホ
コルホ団のリーダー。ダンデライオンの仲間だが、パーンの言うことは聞かず、旅人を襲っている。
リスト
帝国軍第20軍団の将。ターラ攻略の際、上官のパウルスの忠告を無視して功に逸り、無理な攻撃を仕掛ける。バルダックとは功を競う立場にあった。
パウルス
帝国軍第5軍団の将。ターラ攻略の司令官を務め、クラスはバロン。誇り高く、将兵への気配りも欠かさない。ターラ攻略にはあまり乗り気ではなく、結果として犠牲が増えたことを自嘲していた。
バルダック
帝国軍第8軍団の将。パウルス指揮のもと、ターラ攻略に付き従う。実直な軍人。敗北したリストには辛らつ。
マクロイ
トラキア軍のドラゴンナイト。帝国のターラ攻略に協力しつつ掠め取るよう、トラバントに命じられる。
コッダ
ベルクローゼンのダークビショップ。ミーシャにペガサス部隊の指揮を許さず、レンスターに帰らせる。
ミュラー
ラインハルトの部下。不在の上司に代わり、ゲルプリッターを率いる。
ニカラフ
帝国軍第3軍団の将。レンスター城東門を守る。ケンプフに対して不快に思っている。
ラインコック
ベルクローゼンの司祭。迷いの森にあるロプト教団の僧院を守っている。ミランダを幽閉している。
パルマン
帝国軍第16軍団の将。日和見な性格で将としての能力も低いためか、敵のあまり来ないレンスター城南門に配属されている。ただし悪人ではなく、子供狩りを嫌うアマルダには同情的。故郷を思う気持ちが強い。
ウォルフ
帝国軍第4軍団の将。ブルームにレンスター奪還を命じられる。満を持しての出撃にも拘らずリーフを討てなかったことと、自軍の将から離反者を出した失策からか、撃破しなくても、第4軍団の指揮権はバラートに移ることになる。
バラート
帝国軍第4軍団の将。レンスター攻略に手こずり立場が危うくなっている。
アルファン
レイドリックの命でマンスターの城門を守る。片付けが苦手らしく、度々大切な魔道書をなくしては部下に探させている。せっかく見つかったポイズンも使えず、セティに倒されてしまうこともしばしば。
コルータ
トラキアのドラゴンナイト。『聖戦の系譜』八章にも登場している。トラバントの命に従いアルテナの制止を振り切りマンスターへ攻撃を仕掛ける。顔グラフィックが『聖戦の系譜』と比べて大幅に変わっている。

## 移植版
| No. | タイトル                         | 発売日         | 対応機種                                  | 開発元                     | 発売元 | メディア                            | 型式 | 備考         | 出典                        |
| --- | -------------------------------- | -------------- | ----------------------------------------- | -------------------------- | ------ | ----------------------------------- | ---- | ------------ | --------------------------- |
| 1   | ファイアーエムブレム トラキア776 | 1999年9月1日   | スーパーファミコン （ニンテンドウパワー） | インテリジェントシステムズ | 任天堂 | フラッシュロムカセット              | -    | 書き換え版   |                             |
| 2   | ファイアーエムブレム トラキア776 | 2000年1月21日  | スーパーファミコン                        | インテリジェントシステムズ | 任天堂 | 32メガビットロムカセット            | -    | パッケージ版 | [ 6 ]                       |
| 3   | ファイアーエムブレム トラキア776 | 2008年7月15日  | Wii                                       | インテリジェントシステムズ | 任天堂 | ダウンロード (バーチャルコンソール) | -    |              | [ 7 ]                       |
| 4   | ファイアーエムブレム トラキア776 | 2013年7月10日  | Wii U                                     | インテリジェントシステムズ | 任天堂 | ダウンロード (バーチャルコンソール) | -    |              | [ 8 ] [ 9 ]                 |
| 5   | ファイアーエムブレム トラキア776 | 2016年11月28日 | Newニンテンドー3DS                        | インテリジェントシステムズ | 任天堂 | ダウンロード (バーチャルコンソール) | -    |              | [ 10 ] [ 11 ] [ 12 ] [ 13 ] |

## スタッフ
- ゲームデザイン、シナリオ：加賀昭三
- スーパー・アドバイザー：西村健太郎
- チーフ・プログラマー：成広通
- システム・プログラム：金子尚史
- CPプログラム：やまもとちから
- エフェクト・プログラム：日野貴紀
- イベント・プログラム：こぐちりゅういちろう
- チーフ・グラフィック：樋口雅大
- キャラクター・グラフィック：ワダサチコ、ほんごうゆか
- バトル・アニメーション：ひらたりょう、たけもりまき
- マップ・デザイン：うめはらじゅんこ
- キャラクター・デザイン：広田麻由美
- シナリオ：堀川将之
- サウンド・クリエイト：辻横由佳、松本敦子
- サウンド・プログラム：松本敦子
- サウンド・サポート：西牧賢一
- アートワーク：金田妙子、野村扶二子、井上泰夫
- パブリシティー：北西祐介
- スペシャル・サンクス：奥野正稔、藤井貴矢、スーパーマリオクラブ
- プロデューサー：出石武宏

## 評価
ゲーム誌『ファミ通』の「クロスレビュー」では合計35点（満40点）でプラチナ殿堂を獲得した。最高得点だったのはルパン小島の10点、最低点数は酒井K太とササキMK.IIの8点。

## 各種メディア関連商品
- ファイアーエムブレム トラキア776・イラストワークス（角川書店）
2000年4月21日初版発行  ISBN 4-04-707046-7
キャラクターデザイン「広田麻由美」やISによる作画、着色による設定画を余すところなく収録。
- PICTURE POST CARD FIRE EMBLEM -THRACIA776- （エニックス出版）
キャラクターデザイン「広田麻由美」による設定画やパッケージイラストなどのポストカードやシールが収録されている。
- 20th Anniversary ファイアーエムブレム大全（小学館）
2010年6月1日発売。 ISBN 978-4-09-106467-7
FEシリーズ20周年本。『暗黒竜と光の剣』から『新・紋章』まで紹介。
- ファイアーエムブレムTCG

### 漫画
たかなぎ優名
- FIRE EMBLEM THRACIA776（エニックス）全3巻
第1巻 2000年11月27日初版発行  ISBN 4-7575-0330-X
第2巻 2001年5月27日初版発行  ISBN 4-7575-0444-6
第3巻 2001年11月27日初版発行  ISBN 4-7575-0572-8
月刊Gファンタジー連載。エニックスお家騒動の影響で連載を打ち切られた。

日野慎之助
- ファイアーエムブレム トラキア776（エンターブレイン・ブロスコミックス）
2000年6月24日初版発行  ISBN 4-7577-0032-6
ファミ通ブロス連載。

### 小説
篠崎砂美
- ファイアーエムブレム トラキア776（エンターブレイン・ファミ通文庫）
上・王都解放 1999年11月20日初版発行  ISBN 4-7572-0600-3
中・誓いの剣 2000年2月19日初版発行  ISBN 4-7572-0690-9
下・二つの槍 2000年4月20日初版発行  ISBN 4-7577-0005-9
日野慎之助・画。

梅村崇
- 小説ファイアーエムブレム トラキア776（エニックス・Game Novels）
上巻・亡国の王子 2000年4月21日初版発行  ISBN 4-7575-0237-0
下巻・救国の英雄 2000年5月20日初版発行  ISBN 4-7575-0246-X
椎名咲月・画。

### CD（サウンドトラック他）
- ファイアーエムブレム トラキア776 オリジナル・サウンド・トラック（徳間ジャパンコミュニケーションズ）
1999年10月21日発売 TKCA-71705
- ファイアーエムブレム トラキア776 リアレンジサウンドトラック（テイチクエンタテインメント）
2000年3月23日発売 TECD-27448
- ファイアーエムブレム トラキア776 イメージテーマ曲「Blow'in in the wind」（徳間ジャパンコミュニケーションズ）
作詞：辻横由佳、作曲：辻横由佳/大谷幸、編曲：大谷幸、歌：ユリアーナ・シャノー
1999年10月21日発売 TKDA-71702

## その他の話題
- DXパックとプリライト版との違い
  - DXパックには、ビデオ「The World of Fire Emblem」、「Fire Emblem トラキア776 Fire Emblemコレクションカード」9種、トラキア半島布製マップ、マップ攻略用ピンマーカー（青と赤、各25個）、ペガサスの縫いぐるみ、ドラゴンの縫いぐるみ、ゲームソフトが宝箱の模様の箱に入っている。
  - プリライト版は、「Fire Emblem トラキア776 Fire Emblemコレクションカード」9種、ゲームソフトのセットである。